# Мораль господ и мораль рабов
Мора́ль госпо́д и мора́ль рабо́в (нем. Herren- und Sklavenmoral) ― одна из тем, которую затрагивал в своих работах немецкий философ Фридрих Ницше, в частности в сочинении «Генеалогия морали» (1887).
Ницше утверждает, что существует два основных вида морали: «мораль господ» и «мораль рабов». Люди рабской морали ценят доброту, смирение и сочувствие, в то время как мораль господина подразумевает наличие у него гордости, силы и благородства. Мораль господ даёт оценку действиям, основываясь на том, хорошими или плохими были последствия для того, кто их совершил, следовали ли последствия внутреннему нравственному чувству совершившего. Рабская мораль, напротив, оценивает поступки согласно добрым или злым намерениям.
Ницше утверждал, что мораль неотделима от формирования определённого вида человеческой культуры. Язык культуры, её коды и практики, культурный опыт и институции происходят от борьбы этих двух нравственных структур.

## Мораль господ
Ницше определяет мораль господ как мораль людей сильной воли. Он критикует такую точку зрения, которую отождествляет с современной ему английской философией, согласно которой хорошо всё то, что полезно, а плохое есть всё, что вредно. Ницше утверждает, что данное представление не принимает во внимание истоки своих же ценностей и основывается исключительно на некритическом принятии привычки: что полезно, всегда определяется как нечто хорошее, следовательно, полезность добра является ценностью. В доисторическом обществе, по мнению философа, «ценность или отсутствие ценности действия вытекало из его последствий», и, в конечном счёте, «нет моральных явлений, есть только моральные интерпретации явлений». Для сильного духом человека нечто «хорошее» есть благородное, сильное и мощное, в то время как «плохое» ― слабое, трусливое, робкое и мелкое.
Суть морали господ заключается в благородстве. Прочими же качествами, которые также часто считаются ценными в данном случае, являются широта взглядов и непредвзятость, мужество, правдивость, доверие, а также точное чувство собственного достоинства. Мораль господ берёт начало в «благородном человеке», в душе которого спонтанно формируется идея блага, в то время как идея того, что есть плохо, развивается от противного, то есть от того, что не есть благо. «Благородный тип человека сам по себе определяет ценности; он не нуждается в одобрении; он судит в следующем ключе: что вредно для меня, то вредно само по себе; он сам знает, как следует относиться к вещам; так он создаёт ценности». В этом смысле характеристикой морали господ является полное признание того, что сам человек является мерилом всех нравственных истин. Если нечто является полезным для волевого человека, то это для него и ценно; таким образом, волевой человек ценит такие вещи, как нечто благое, потому что они помогают ему в процессе его самоактуализации через волю к власти.

## Мораль рабов
Господа являются творцами морали; рабы отвечают им формированием своей собственной морали. В отличие от морали господ, которая основана на sentiment, рабская мораль основана на ressentiment — она настроена на обесценивание того, что является ценностью для господ и чего рабы не имеют. Мораль господ зарождается в сильных духом, мораль рабов ― в слабых, и обе они являются противоположностями. Рабская мораль есть реакция на угнетение, поэтому она направлена на то, чтобы очернить своих угнетателей. Она же характеризуется пессимизмом и цинизмом.
Рабская мораль не ставит себе целью навязать свою волю посредством силы, поэтому ей приходится прибегать к более тонким манипуляциям. Она стремится не превзойти господ, а также обратить их в рабов. Сущностью рабской морали является утилитарность: благом для неё является то, что представляется наиболее полезным для всего общества, а не классу сильных. Ницше усматривал в этом противоречие. Поскольку сильные малочисленны по сравнению с массами слабых, последние обретают власть посредством развращения сильных, распространяя идеи о том, что причинами рабства (а именно воля к власти) является нечто «дурное»: якобы рабы изначально родились со своим набором качеств и не имели возможности его изменить. Говоря, что смирение является добровольным видом поведения, рабская мораль избегает признания того факта, что на самом деле изначально смирение было навязано господами. Библейские принципы, вроде «подставь другую щёку», идеи смирения, милосердия и жалости являются результатом распространения положения рабов на всё человечество, в том числе и на господ. «Демократическое движение является наследником христианства», — писал Ницше. Политическим проявлением морали рабов является одержимость идеями свободы и равенства.

## Общество господ и рабов
Эпизоды борьбы между двумя видами морали периодически встречаются на протяжении всей человеческой истории. Согласно Ницше, древнегреческое и римское общества были основаны на морали господ. Типичный гомеровский герой — это волевой человек, и классические корни Илиады и Одиссеи иллюстрируют примеры морали господ. Ницше называет гомеровских героев «людьми благородной культуры». Мораль господ терпит разгром после распространения христианства по всей территории Римской империи.
Всегда велась борьба и между римской культурой (культурой господ и сильных духом), и иудейской (культурой рабов, слабых). Ницше осуждает триумф рабской морали на Западе, заявляя, что демократическое движение представляет собой «коллективное вырождение человечества». Зарождающееся демократическое движение своего времени, говорит он, по сути своей является рабским и слабым. Слабость покоряет силу, раб порабощает господина, sentiment уступает место ressentiment. Этот ressentiment Ницше называет «священнической мстительностью», которая основана на зависти слабых, стремящихся поработить сильных и таким образом подорвать основы устройства их власти. Такие движения, по мнению Ницше, были «самой изощрённой местью» слабых. Философ видел демократию и христианство как единый оскопляющий, обессиливающий импульс, цель которого заключается в том, чтобы сделать всех людей равными, сделать всех рабами.
Ницше не считал, что мораль господ должна пониматься как «вседозволенность». Он говорил, что переоценка морали позволит устранить противоречия между двумя видами морали. Но он утверждал, что для отдельно взятого человека предпочтительнее обладать моралью господ, а не рабов.

## Схожие темы у других авторов
Ранее, чем тему морали господ и морали рабов разработал Фридрих Ницше, она была затронута в идеологии главного героя произведения Ф. М. Достоевского «Преступление и наказание» Родиона Раскольникова (идея о «тварях дрожащих и право имеющих»).